# Amtsbezirk Kirchberg am Wagram
Der Amtsbezirk Kirchberg am Wagram war eine Verwaltungseinheit im Weinviertel in Niederösterreich.
Der Amtsbezirk war der Kreisbehörde in Korneuburg unterstellt und besorgte deren Amtsgeschäfte vor Ort. Die Zuständigkeit erstreckte sich neben Kirchberg am Wagram auf die damaligen Gemeinden Absdorf, Altenwörth, Bierbaum, Dörfl, Engabrunn, Engelmannsbrunn, Etsdorf, Fels, Feuersbrunn, Frauendorf, Gösing, Grafenwörth, Hadersdorf, Haitzendorf, Hippersdorf, Jettsdorf, Kammern, Königsbrunn, Mallon, Neuaigen, Neustift, Ottenthal, Großriedenthal, Seebarn, Mitterstockstall, Oberstockstall, Unterstockstall, Utzenlaa, Wagram, Großweikersdorf, Großwiesendorf, Kleinwiesendorf und Winkl.
Der Amtsbezirk umfasste dabei 35 Gemeinden mit 21.506 Einwohnern (lt. Zählung von 1851).